# Småholmane (Masfjorden)
Ne doit pas être confondu avec Småholmane, Småholmane (Austevoll), Småholmane (Fjell) ou Småholmane (Kvam).
Småholmane est une île dans le landskap Sunnhordland du comté de Vestland. Elle appartient administrativement à Masfjorden.

## Géographie
Rocheuse et couverte d'une légère végétation, à fleur d'eau, elle s'étend sur environ 53 m de longueur pour une largeur approximative maximale de 25 m.